# أنطونيو فيليبي
أنطونيو فيليبي (بالبرتغالية: António Filipe‏) هو سياسي برتغالي، ولد في 28 يناير 1963 في لشبونة في البرتغال. حزبياً، نشط في الحزب الشيوعي البرتغالي. وقد انتخب عضو مجلس الجمهورية ‏.